# うかい
株式会社うかい（英: UKAI CO., LTD.）は、料亭や美術館などを運営する東京都八王子市に本社を置く日本の企業。

## 概要
1964年創業。東京都八王子市で料亭（うかい鳥山、うかい亭、とうふ屋うかい）を経営。その後は八王子のみならず横浜や銀座などに進出し、2017年には海外進出（台湾）もしている。
2015年からは、ANA国内線ビジネスクラスの機内食の監修を行っている。

## 沿革
- 1964年12月 - 東京都八王子市にうかい鳥山創業
- 1968年3月 - 株式会社うかい鳥山を設立
- 1974年12月 - 東京都八王子市に八王子うかい亭を開店
- 1975年11月 - 東京都八王子市にうかい竹亭を開店
- 1978年5月 - 株式会社うかいに商号変更
- 1982年8月 - うかい商事株式会社（現・株式会社うかい）を設立
- 1983年12月 - 株式会社横浜うかい（横浜うかい亭）を設立
- 1990年10月 - うかい商事、うかい及び横浜うかいの3社を合併
- 1993年11月 - 東京都八王子市にとうふ屋うかい 大和田店を開店
- 1996年8月 - 神奈川県箱根町に箱根ガラスの森を開設
- 1999年
  - 9月 - 山梨県富士河口湖町にUKAI河口湖オルゴールの森（現・河口湖音楽と森の美術館）を開設
  - 11月 - 日本証券業協会に株式を店頭登録
- 2001年
  - 3月 - 東京都八王子市にウカイリゾート（2009年7月閉店）を開店
  - 10月 - 神奈川県川崎市にとうふ屋うかい 鷺沼店を開店
- 2003年12月 - 東京都中央区銀座に銀座うかい亭を開店
- 2004年12月 - ジャスダック証券取引所に株式を上場
- 2005年
  - 9月 - 東京都港区芝公園に東京 芝 とうふ屋うかいを開店
  - 12月 - 神奈川県横浜市にあざみ野うかい亭を開店
- 2007年
  - 3月 - 株式会社河口湖うかいにUKAI河口湖オルゴールの森を事業譲渡
  - 11月 - 東京都渋谷区に表参道うかい亭を開店
- 2009年9月 - 東京都千代田区にGRILLうかい（現・グリルうかい 丸の内店）を開店
- 2011年3月 - 子会社の株式会社河口湖うかいの株式の一部を売却し、非連結化
- 2013年7月 - 神奈川県横浜市にアトリエうかい たまプラーザを開店
- 2014年4月 - 東京都中央区銀座に銀座 kappou ukaiを開店
- 2017年
  - 2月 - 東京都千代田区にル・プーレ ブラッスリーうかいを開店
  - 7月 - 東京都港区にアトリエうかい エキュート品川を開店
  - 9月 - 東京都調布市にアトリエうかい トリエ京王調布を開店
  - 11月 - 台湾・高雄市にうかい亭高雄（カオシュン）を開店
- 2018年3月 - 東京都港区六本木に六本木うかい亭および六本木 kappou ukaiを開店
- 2019年4月 - 大阪府大阪市北区に西日本初出店となる「アトリエうかい 阪急うめだ本店」を開店
- 2022年3月 - 割烹料理「銀座kappou ukai」を肉割烹料理「銀座kappou ukai 肉匠」にリニューアル。うかい商事及び京王電鉄を割当予定先とする第三者割当による新株式を発行
- 2024年11月 - うかい竹亭が閉店[6]。49年の歴史に幕を下ろした

## 経営する店舗

### 和食
- うかい鳥山
- とうふ屋うかい 大和田店
- とうふ屋うかい 鷺沼店
- 東京 芝 とうふ屋うかい
- 銀座 kappou ukai
- 六本木 kappou ukai

### 洋食
- 八王子うかい亭
- 横浜うかい亭
- 銀座うかい亭
- あざみ野うかい亭
- 表参道うかい亭
- グリルうかい 丸の内店
- ル・プーレ ブラッスリーうかい
- 六本木うかい亭

### 物販事業
- アトリエうかい たまプラーザ (菓子製造販売)
- アトリエうかい エキュート品川 (菓子販売)
- アトリエうかい トリエ京王調布 (菓子製造販売、文化事業)

## 運営施設
- 箱根ガラスの森

## 海外店舗
台湾
- うかい亭 高雄
- The Ukai Taipei 台北

## かつて運営していた施設
- ウカイリゾート
- 河口湖音楽と森の美術館（経営譲渡。譲渡当時は、UKAI河口湖オルゴールの森）
- うかい竹亭

## うかいとは無関係のうかいの名前が付く物
- うかいや - 兵庫県に本社を置く企業。出光興産の製油所やガソリンスタンドの運営、ファミリーマートやゲオのフランチャイズ運営や中古車販売を行う